# Nouméa International 2003
Die Nouméa International 2003 als offene internationale Meisterschaften von Neukaledonien im Badminton wurden vom 23. bis zum 25. Mai 2003 in Nouméa ausgetragen.

## Sieger und Platzierte
| Disziplin    | Gold                      | Silber                        | Bronze                            |
| ------------ | ------------------------- | ----------------------------- | --------------------------------- |
| Herreneinzel | Sho Sasaki                | Stuart Brehaut                | Guy Gibson                        |
| Herreneinzel | Sho Sasaki                | Stuart Brehaut                | Stuart Gomez                      |
| Dameneinzel  | Lenny Permana             | Kellie Lucas                  | Tania Luiz                        |
| Dameneinzel  | Lenny Permana             | Kellie Lucas                  | Eva Ratanasena                    |
| Herrendoppel | Guy Gibson Stuart Gomez   | Florent Mathey Thommy Sargito | Arnaud Franzi Julien Sarengat     |
| Herrendoppel | Guy Gibson Stuart Gomez   | Florent Mathey Thommy Sargito | Fabien Kaddour Nicolas Martoredjo |
| Mixed        | Stuart Brehaut Tania Luiz | Guy Gibson Kellie Lucas       | Thommy Sargito Cécile Sarengat    |
| Mixed        | Stuart Brehaut Tania Luiz | Guy Gibson Kellie Lucas       | Stuart Gomez Eva Ratanasena       |